# Wimpern-Milchling
Der Wimpern-Milchling (Lactarius resimus) ist eine Pilzart aus der Familie der Täublingsverwandten (Russulaceae). Es ist ein großer bis sehr großer Milchling mit einem anfangs rein weißen, ungezonten Hut und einer weißen, sich gelb verfärbenden Milch. Der Hutrand ist anfangs flaumig behaart und der Stiel niemals grubig. Der überwiegend in Nordosteuropa vorkommende, ungenießbare Milchling ist vorwiegend mit Birken und Kiefern vergesellschaftet. In Mitteleuropa ist die Art sehr selten, die Fruchtkörper erscheinen im August und September.

## Merkmale

### Makroskopische Merkmale
Der Hut ist 6–15 (20) cm breit, jung flach gewölbt und in der Mitte genabelt, dann in der Mitte zunehmend niedergedrückt. Im Alter ist der Rand ausgebreitet und der Hut zunehmend trichterförmig vertieft. Der Rand bleibt lange eingebogen und ist ganz jung flaumig behaart. Die Oberfläche ist mehr oder weniger glatt, klebrig, im feuchten Zustand schleimig und glänzend. Der junge Hut ist rein weiß gefärbt, dann verfärbt er sich blass creme- oder strohgelb und wird zumindest in der Mitte oft blass creme oder ockerfleckig. Nur selten zeigen sich schwach ausgebildete Zonen.
Die ziemlich dicht stehenden, breit angewachsenen oder leicht am Stiel herablaufenden Lamellen sind ziemlich breit, jung blass cremefarben und später zunehmend rötlich ocker gefärbt. Einige sind in Stielnähe gegabelt. Das Sporenpulver ist blass cremefarben.
Der zylindrische bis bauchige oder unregelmäßig geformte Stiel ist 3–5,5 cm lang und 2–3 cm breit. Die Oberfläche ist glatt, manchmal an der Basis samtig und weiß bis weißlich-gelb gefärbt. Bisweilen findet man im unteren Teil des Stieles einige wenige ockerfarbene Gruben oder Flecken.
Das weiße Fleisch ist fest und im Stiel hohl. Im Anschnitt verfärbt es sich unter der Huthaut und in der Stielrinde zitronengelb. Es schmeckt erst mild und dann langsam scharf, mitunter auch bitter. Der Geruch ist leicht fruchtig. Die weiße, spärlich fließende Milch verfärbt sich innerhalb von 10 bis 20 Sekunden schwefelgelb und schmeckt ebenfalls scharf.

### Mikroskopische Merkmale
Die rundlichen bis elliptischen Sporen sind durchschnittlich 8,0–8,6 µm lang und 5,9–6,3 µm breit. Der Q-Wert (Quotient aus Sporenlänge und -breite) ist 1,1–1,45. Das unvollständig netzige Sporenornament wird etwa 0,8 µm hoch und besteht aus reihig angeordneten Graten und Warzen, die größtenteils netzartig verbunden sind und wenigen, isoliert stehenden Warzen. Der Hilarfleck ist amyloid.
Die zylindrischen bis keulenförmigen oder bauchigen, meist 4-sporigen Basidien sind 35–50 µm lang und 9–11,5 µm breit. Die gewunden-zylindrischen bis spindelförmigen Pleuromakrozystiden sind zerstreut oder selten und kommen meist nur am Lamellengrund vor. Sie messen 40–70 × 7,5–9 µm. Normalerweise sind sie an der Spitze nicht eingeschnürt. Die Lamellenschneide ist steril und mit 12–40 µm langen und 4,5–9,5 µm breiten, meist septierten Parazystiden besetzt. Diese sind keulenförmig bis zylindrisch oder schmal flaschenförmig und häufig an der Spitze perlkettenartig eingeschnürt.
Die Huthaut (Pileipellis) ist eine 200–400 µm dicke Ixocutis, aus parallel liegenden, 2–7 µm breiten Hyphen.

## Artabgrenzung
Der Wimpern-Milchling ähnelt besonders dem Wässriggezonten Milchling (Lactarius aquizonatus) und dem Fransen-Milchling (Lactarius citriolens). Von diesen beiden Arten kann er vor allem durch den flaumigen Hutrand, das Fehlen einer deutlichen Zonierung und die breiteren Sporen unterschieden werden.
Die anderen großen, weißhütigen Milchlinge, wie der Wollige Milchling (Lactarius vellereus) oder der Langstielige (Lactarius piperatus) und der Grünende Pfeffer-Milchling (Lactarius glaucescens), haben eine weiße, (lange Zeit) unveränderliche Milch, die sich niemals schwefelgelb verfärbt.

## Ökologie
Der Wimpern-Milchling ist ein Mykorrhizapilz, der mit Birken und Kiefern vergesellschaftet ist. Möglicherweise können aber auch andere Bäume als Wirt dienen. Man findet ihn meist auf trockenen, sauren Sandböden, er kann aber auch an kalkhaltigen Standorten vorkommen. Die Fruchtkörper erscheinen im August und September.

## Verbreitung

Verbreitung des Wimpern-Milchlings in Europa.
Legende:
grün = Länder mit Fundmeldungen
weiß = Länder ohne Nachweise
hellgrau = keine Daten
dunkelgrau = außereuropäische Länder

Die holarktische Art ist in Nordasien (Sibirien, Russland-Fernost), Nordamerika (USA, Kanada) und Europa verbreitet. Allerdings ist noch nicht ganz klar, ob sich die Nachweise aus Nordamerika wirklich auf diese Art beziehen. In Europa kommt der Milchling vor allem in Fennoskandinavien und Osteuropa (Russland) vor. In Skandinavien kann er lokal häufig sein. In Mittel- und Westeuropa ist der Pilz selten bis sehr selten. Die Rote Liste der Großpilze Deutschlands listet die Art als vom Aussterben bedroht (Gefährdungskategorie 1).
In Deutschland wurde der Milchling in Bayern, Baden-Württemberg und Nordrhein-Westfalen nachgewiesen. Auch in der Schweiz ist der Milchling selten.

## Systematik
Der Wimpern-Milchling wurde erstmals 1815 von E. M. Fries als Agaricus intermedius var. expallens und somit als Varietät des Grubigen Milchlings beschrieben. 1821 erhob er ihn als Agaricus resimus zur Art, bevor er ihn 1838 in die Gattung Lactarius stellte, sodass er seinen heute gültigen Namen bekam. Weitere nomenklatorische Synonyme sind: Galorrheus resimus (Fr.) P. Kumm. (1871) und Lactifluus resimus (Fr.) Kuntze (1891).
Bei Lactarius resimus im Sinne von Ricken und Bresadola handelt es sich um Lactarius citiolens Pouzar, den Fransen-Milchling. Das Artattribut "resimus" bedeutet aufwärts gebogen.

### Infragenerische Systematik
M. Basso und Heilmann-Clausen stellten den Wimpern-Milchling in die Untersektion Scrobiculati, die bei Basso unterhalb der gleichnamigen Sektion Piperites steht. Bei Heilmann-Clausen hingegen steht die Untersektion in der Sektion Zonarii. Die Vertreter der Untersektion haben einen mehr oder weniger schmierigen Hut, dessen Hutrand mehr oder weniger behaart ist. Die scharfe und anfangs weiße Milch verfärbt sich nach einer Weile gelb. M. Bon stellt den Milchling in die Sektion Tricholomoidei. Die Vertreter ähneln denen der Sektion Zonarii, haben aber einen wollig-filzigen Hutrand.

## Bedeutung
Der scharf schmeckende Milchling gilt in Mitteleuropa als ungenießbar, in Russland und der Ukraine wird er nach entsprechender Vorbehandlung als ausgezeichneter Speisepilz geschätzt. Um den Pilz essbar zu machen, sind zwei Methoden gebräuchlich.
- 1. Methode

Diese Methode funktioniert ähnlich wie die Zubereitung von Sauerkraut. Die gesäuberten Pilze werden ca. 12 Stunden gewässert. Dann wird das Wasser abgepresst, die Pilze werden gesalzen und gewürzt und in einem Steintopf mit Leinentuch, Holzbrettchen und Stein abgedeckt. Die Salzlake muss die Pilze vollständig bedecken. Nach ca. 40 Tagen sind die Pilze fertig.
- 2. Methode

Die gesäuberten Pilze werden ca. 20 min. gekocht. Danach werden sie wie oben beschrieben 4–5 Tage in eine Salz- und Würzmischung eingelegt und können dann gegessen werden.